# Биг-Салмон (хребет)
Биг-Салмон (англ. Big Salmon Range) — горный хребет в Юконе, Канада. Биг-Салмон имеет площадь 9001 км² и является частью другого горного хребта — Пэлли, большая часть которого относится к ещё одному горному хребту — Юкон. Бо́льшая часть горных вершин названий не имеет. Биг-Салмон расположен в западной части территории Юкон, в 4100 км от канадской столицы — Оттавы. Область является малонаселённой. Высочайшая вершина Биг-Салмон — пик Грей, высотой 2174 метра.